# Manuel Rodrigues Coelho
Manuel Rodrigues Coelho (* um 1555, wahrscheinlich in Elvas; † um 1635 in Lissabon) war ein portugiesischer Komponist, Organist, Cembalist, Harfenist und Priester. Er war einer der bedeutendsten portugiesischen Tastenmusik-Komponisten überhaupt, und der einzige im 17. Jahrhundert, dessen Werk gedruckt wurde.

## Leben und Wirken
Das genaue Geburtsdatum von Padre Manuel Rodrigues Coelho ist nicht bekannt; das heute allgemein angegebene Geburtsjahr von ca. 1555, wie auch einige biographische Daten, basieren auf Forschungen und Überlegungen von Macario Santiago Kastner; vermutlich war der Komponist ein paar Jahre jünger, er muss aber vor 1563 geboren sein. Coelho selber gibt im Vorwort zu seinen Flores de Musica an, dass er aus Elvas stamme, und seit seinem achten Lebensjahr an der Kathedrale dieser Stadt studiert habe. Laut Kastner diente Coelho vielleicht in den Jahren 1573 bis 1577 als stellvertretender Organist am Dom zu Badajoz in Spanien. Er wurde irgendwann zwischen 1580 und 1589 Organist am Dom zu Elvas. 1602 erhielt er einen Ruf als Kaplan und „Clavierist“ (tangedor de tecla) an der Königlichen Kapelle in Lissabon; er soll außerdem Harfe gespielt haben. Seine Kollegen waren die Spanier Diego de Alvarado (Organist) und Francisco Garro als Kapellmeister. Coelho war außerdem ab 1603 erster Organist der Kathedrale von Lissabon. Am 13. Oktober 1633 trat er in den Ruhestand. Von ihm ist das umfangreiche Sammelwerk Flores de Musica pera o Instrumento de Tecla & Harpa überliefert, erschienen in Lissabon im Jahr 1620.

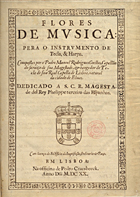
Flores de musica, Titelblatt (1620)

## Bedeutung
Die Sammlung Flores de Musica ist der älteste überlieferte Druck portugiesischer Instrumentalmusik und besteht aus über 200 Folios (Blätter im historischen Papierformat 210 × 330 mm) mit Werken für Tasteninstrumente oder Harfe. Sie enthält 24 Tentos, etwa 100 Kyrie- und Magnificat-Versetten mit Singstimme, 4 Pange lingua, 4 Ave maris stella und 4 „Suzanas“ (Bearbeitungen der Chanson Suzanne un jour von Orlando di Lasso). Das Werk lässt deutliche stilistische und formale Einflüsse der spanischen Tastenmusik der Renaissance, insbesondere von Antonio de Cabezón, erkennen; es steht auch in der Nachfolge des bedeutenden portugiesischen Komponisten António Carreira. Die Flores de Musica sind in einer Clavier-Partitur notiert, so wie die handschriftlich überlieferte Musik der portugiesischen Vorgänger Coelhos. In seinem Vorwort gibt der Komponist auch einige Tipps zur Ausführung seiner Musik, u. a. solle man „mit der rechten und linken Hand, wo immer es möglich ist, trillern (quebrar).“
Coelhos bedeutendste Werke sind seine Tentos: „In ihnen ist die Wandlung vom Renaissance-Tiento zum barocken Typus, die sich bei Peraza und Aguilera schon deutlich ankündigt, endgültig vollzogen“ (Willi Apel). In Flores de Musica gibt es jeweils drei Tentos in jedem der acht traditionellen Kirchentöne. Das ist sehr ungewöhnlich, weil einige Tonarten sonst beliebter als andere waren (z. B. 1. und 2. Ton), während andere eher selten verwendet wurden (z. B. 3. und 4. Ton). Coelhos Tentos sind sehr lang (durchschnittlich 200–300 Takte) und bestehen aus mehreren Abschnitten. Der Beginn steht immer im geraden Takt, später gibt es meistens auch einen Abschnitt in einem tänzerischen Dreiertakt, häufig – aber nicht immer – am Ende. Imitativer Kontrapunkt spielt vor allem zu Beginn eine Rolle, später treten motivische Figurationen (glosas) stärker in den Vordergrund. Coelhos Initialthemen stehen normalerweise in ruhigen Notenwerten, möglicherweise leiten sich manche von gregorianischen Melodien, oder von seinerzeit bekannten Motetten ab. Beispielsweise ähnelt das Thema des Tento Nr. 9 im 3. Ton dem Beginn der Motette „Duo Seraphim“ von Francisco Guerrero (1528–1599).
Streckenweise machen Coelhos Tentos manchmal den Eindruck, aus der Improvisation geboren zu sein. Kastner beobachtete, dass im Verlauf mehrerer Tentos von Coelho immer wieder ein „in Demut getauchtes“, „sehnsüchtiges“ (saudoso), „ausgesprochen lusitanisches“ Motiv auftaucht, das Kastner das „Coelho-Motiv“ nannte, und das aus der Tonfolge „g - g - g - f - e - f - e - d - e“ oder seinen Transpositionen besteht (sehr deutlich z. B. in Nr. 5, T. 177–216, oder in Nr. 6, T. 146–195).
Coelhos Harmonik ist einfach, klar und dezent, seine Musik weicher und weniger dissonant als z. B. diejenige von seinem jüngeren spanischen Kollegen Correa de Arauxo (1584–1654). Dabei ist Coelhos Behandlung von Dissonanzen sehr interessant, er bringt manchmal übermäßige Quinten und Terzen, melodisch verminderte Quarten und übermäßige Primen. Auch simultane harmonische Querstände sind häufig und können als besonderes Stilmerkmal seiner Musik angesehen werden.
Chromatik kommt bei Coelho nur ganz vereinzelt und rudimentär vor, z. B. im Thema des sehr virtuosen Tento Nr. 21 im 7. Ton, das auch von Sweelinck in einer seiner Fantasien verwendet wurde. Bei einer Beurteilung von Coelhos Harmonik und Stil muss man allerdings auch die sehr strengen, konservativen Vorgaben der spanischen Musiktheorie und der Inquisition beachten. Vergleiche mit jüngeren italienischen Zeitgenossen wie Trabaci, Mayone oder Frescobaldi hinken von vornherein.
Musikhistorisch besonders interessant sind in Flores de Musica auch die Magnificat-Versetten (also die Nummern 32 bis 37 und 39), das Nunc dimittis (Nr. 38) und die Psalm-Versetten (Nr. 40 bis 47), in denen der zugrunde liegende gregorianische Choral zwar stets als Cantus firmus dient, aber auf einem zusätzlichen Notensystem mit unterlegtem Text notiert ist. Bei den Psalmvertonungen hingegen wandert der Choral als integraler Bestandteil von Stimme zu Stimme. Der abschließende Block der Sammlung bringt Vertonungen verschiedener Kyrie-Melodien in spezifischer Auswahl.
„Coelhos Fähigkeit, Anregungen in- und ausländischer Meister wie Antonio de Cabezón, Jan Pieterszoon Sweelinck oder Andrea Gabrieli in seinen Personalstil einzuschmelzen und die Form des Tientos in spontaner und unforcierter Weise anzureichern, verleiht den Flores de Musica große Bedeutung. Die hier vereinigten Stücke sind vor allem durch Reichtum an formgestaltenden Elementen, eine zurückhaltende Dissonanzbehandlung und einen gemäßigten Gebrauch von Spielfiguren und chromatischen Einfärbungen charakterisiert.“ (Gerhard Doderer, Lissabon)
Coelhos Musik wurde auch von dem bedeutenden portugiesischen Vokalpolyphonisten Frey Manuel Cardoso (1566–1650) sehr geschätzt:

«Vi a Musica deste livro por me pedir o Autor delle. Achey nelle muita variedade de passos, grosa excellente, & airosa, as falsas em seu lugar, muy bem acompanhadas: & em tudo me parece digno, assi de seu Auctor, como de ser impresso, pera proveito dos que delle tiveram noticia. Dada no Carmo de Lisboa oje 21. de Iulho de 1617.»

„Ich habe mir die Musik dieses Buches angesehen, da dessen Autor mich darum gebeten hat. Habe darin eine große Vielfalt von Melodien (passos) gefunden, exzellente und anmutige Verzierungen (grosa), die Dissonanzen (falsas) am rechten Ort, sehr gut begleitet; & in Allem erscheint es mir würdig, sowohl seines Autors, als auch gedruckt zu werden, zum Nutzen Aller, die es kennenlernen. Geschrieben im Karmeliterkloster zu Lissabon, heute, den 21. Juli 1617.“